# István Tisza
Grof István Tisza od Borosjenőa i Szegeda (Pešta, 22. travnja 1861. – Budimpešta, 31. listopada 1918.), ugarski političar, ministar-predsjednik Ugarske vlade od 1903. do 1905. godine, te od 1913. do 1917. godine.

## Životopis
Rodio se kao sin Kálmána Tisze, koji je služio kao ministar-predsjednik (premijer) od 1875. do 1890. godine, i Ilone Degenfeld-Schomburg. Tisze su podrijetlom kalvinistička plemićka obitelj iz Transilvanije.
Doktorirao je političke znanosti na Oxfordu,. Obnašao je dužnost ministra predsjednika ugarske vlade 1903-1905. i 1913. – 1917., od 1910. vođa Nacionalne stranke rada (Munkáspárt). Zastupnik veleposjedničkog dijela madžarskih vladajućih krugova, jedan od glavnih nositelja politike nacionalnog pritiska na nemadžarske narode u Ugarskoj.  Radio na tijesnom povezivanju Ugarske s Austrijom i Njemačkom. Sporazumom s HSK 1913. ukinuo komesarijat u Hrvatskoj i za bana postavio Ivana Skerlecza te povukao prijepornu Željezničku pragmatiku.
Njegov drugi mandat na čelu Ugarske vlade obilježio je ulazak Austro-Ugarske u Prvi svjetski rat, iako je on sam bio protivnik napada na Kraljevinu Srbiju.
Na čelu Vlade bio je do 1917. godine. Na grofa Tiszu je bilo izvršeno nekoliko atentata, da bi ga 31. listopada 1918. ubio vojnik u njegovoj kući u Budimpešti.